# Lützerath
Lützerath, tyskt uttal: [ˈlʏt͜səʁaːt]
 ( lyssna), var en by i det tyska förbundslandet Nordrhein-Westfalen, mellan Aachen och Düsseldorf. År 2013 beslutade den federala författningsdomstolen att dagbrottet för brytning av brunkol, kunde byggas ut och att ge plats för dagbrottsbrytningen av Garzweiler II. Det innebar att byn Lützerath jämnades med marken i januari 2023, och Istället kommer det att anläggas en sjö där. En bonde bestred planerna som hade godkänts av den högre förvaltningsdomstolen i Münster. Klimataktivister flyttade till byn, ockuperade tomma gårdar och byggde trädkojor. I ett försök att rädda byn startades kampanjen "Lützerath lebt" (ungefär "Lützerath lever"). I oktober 2022 meddelade den federala regeringen och förbundslandet Nordrhein-Westfalen att företaget RWE ska fasa ut kolbrytningen i regionen till 2030, men att Lützerath ändå ska rivas. De kvarvarande boende och ockupankterna vräktes i januari 2023.

## Historia

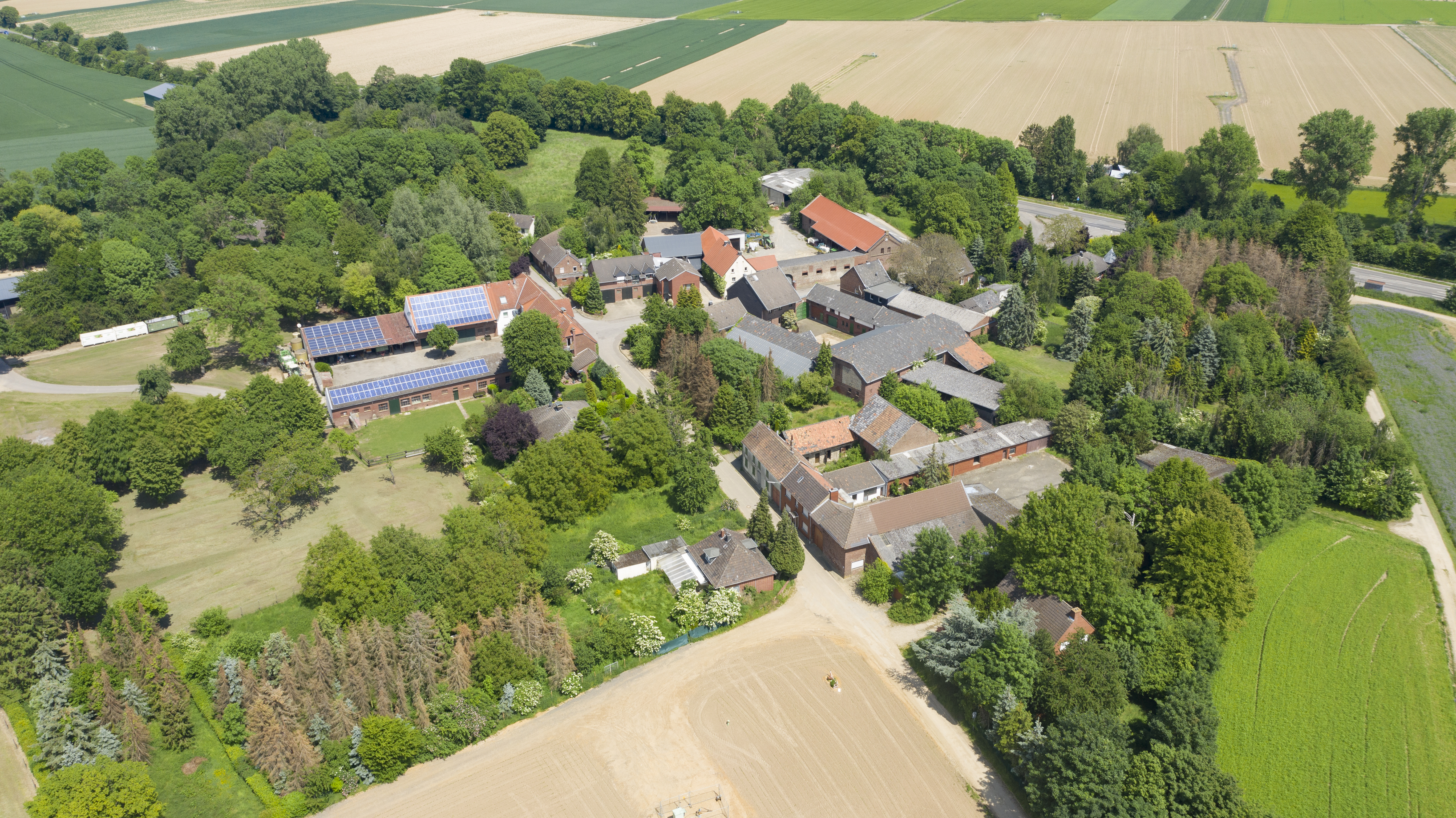
Lützerath 2019.

Byn Lützerath omnämndes första gången som Lutzelenrode 1168. Området hade flera gårdar, inklusive Duissener Hof eller Wachtmeisterhof, som drevs av cistercienserklostret i Duisburg mellan 1265 och 1802. Eckhardt Heukamp var ägare till den sista kvarvarande gården.

## Gruvdrift
2013 dömde den federala författningsdomstolen till förmån för utbyggnad av dagbrottet i Garzweiler i det tyska förbundslandet Nordrhein-Westfalen, mellan Aachen och Düsseldorf. Det uppskattas att det finns 1,3 miljarder ton brunkol i det nya området, Garzweiler II. Energibolaget RWE planerade att bryta mer än 600 miljoner ton av dessa genom dagbrott, vilket skulle kräva permanent förstörelse av flera byar.
Beslutet att utöka brytningen av brunkol var kontroversiellt och resulterade i att hundratals människor tvingades att lämna sina hem. Under 2018 flyttades 900 bybor och flera byggnader, inklusive en kyrka, förstördes. I Erkelenz revs flera vindkraftverk.
2021 blev byn Lützerath centrum för protesterna mot Garzweilergruvan. Människor hade flyttats från byn sedan 2005 men då vägrade Heukamp att lämna sin mark. Förbundslandsegeringen och RWE hade planerat att riva Lützerath i slutet av 2022, men Heukamp lämnade in ett juridiskt klagomål. Domstolen i Aachen gav RWE rätt, så Heukamp gick till den högre förvaltningsdomstolen i Münster och RWE lovade att vänta på domstolens beslut. Efter protesterna vid Hambachskogen, som blev känd som "Hambi", flyttade aktivister till Lützerath,som fick smeknamnet "Lützi".
I mars 2022 beslutade domstolen att RWE kunde fortsätta med brytningen och hade rätt att riva byn, så Heukamp lämnade sin gård.  Garzweilergruvan planeras att så småningom att göras till en sjö.

## Ockupation

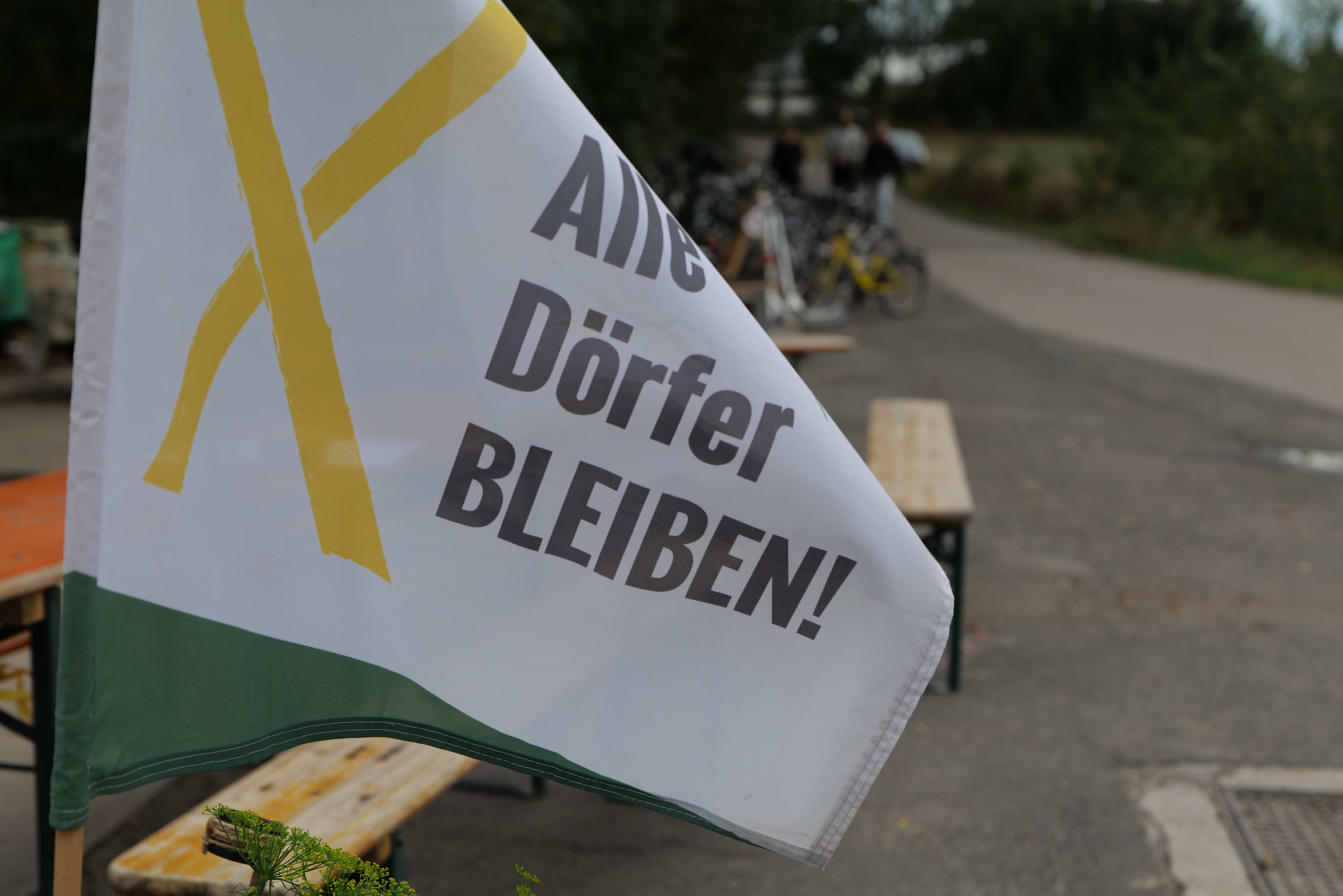
"Alle Dörfer BLEIBEN!!" (Alla byar förblir!).

Från 2020 och framåt började klimataktivister flytta till Lützerath, först som hyresgäster och sedan som husockupanter, eftersom marken röjdes av RWE. I slutet av 2022 bodde det cirka 80 ockupanter i bondgårdar, tält och trädkojor. För att rädda byn startades en kampanj kallad "Lützerath lebt", ungefär "Lützerath lever". En klimataktivist vann 50000 euro i ett tv-program och lovade att använda pengarna till att köpa upp mark i byn.
I april 2022 var det 3500 människor som fanns på plats för att demonstrera mot gruvans utbyggnad.
I oktober 2022 meddelade den federala regeringen och förbundslandet Nordrhein-Westfalen att RWE ska fasa ut kolbrytningen i regionen till 2030. Lützerath skulle fortfarande rivas, men fem andra byar skulle skonas, nämligen Berverath, Keyenberg, Kuckum, Oberwestrich och Unterwestrich. Protesterna blev större, ytterligare ett läger etablerades i Keyenberg och miljönätverket Ende Gelände stödde protesterna. Med hjälp av den franska taktiken Zone à défendre (ZAD), för att blockera en utbyggnad, förklarade ockupanterna Lützerath som "ZAD Rheinland" och organiserade en festival under parollen "Alle Dörfer bleiben", ungefär "Låt alla byar vara", i november 2021.

## Vräkning
Domstolen i Heinsberg utfärdade ett beslut som tillåter avhysningar från Lützerath från den 10 januari 2023 och framåt och förbjöd människor att åka dit. Till en början konfronterade aktivisterna polisen och lyckades hålla tillbaka dem. ZDF uppskattade att det fanns omkring 2 000 demonstranter som planerade att göra motstånd mot avhysningen och hindra polisen från att komma till platsen.
Klimataktivisten Luisa Neubauer och Stefan Rahmstorf, chef för Earth System Analysis vid Potsdam Institute for Climate Impact Research, fördömde båda vräkningen. Den 17 januari 2023 greps klimataktivisten Greta Thunberg av tysk polis när hon deltog i protesterna mot att riva byn. Vräkningen av byn genomfördes framförallt den 21 januari 2023.